# Waltham (Minnesota)
Waltham és una població dels Estats Units a l'estat de Minnesota. Segons el cens del 2000 tenia 196 habitants.

## Demografia
Segons el cens del 2000, Waltham tenia 196 habitants, 68 habitatges, i 52 famílies. La densitat de població era de 164,5 habitants per km².
Dels 68 habitatges en un 39,7% hi vivien nens de menys de 18 anys, en un 61,8% hi vivien parelles casades, en un 8,8% dones solteres, i en un 23,5% no eren unitats familiars. En el 20,6% dels habitatges hi vivien persones soles el 8,8% de les quals corresponia a persones de 65 anys o més que vivien soles. El nombre mitjà de persones vivint en cada habitatge era de 2,88 i el nombre mitjà de persones que vivien en cada família era de 3,31.
Per edats la població es repartia de la següent manera: un 32,1% tenia menys de 18 anys, un 9,7% entre 18 i 24, un 27,6% entre 25 i 44, un 16,3% de 45 a 60 i un 14,3% 65 anys o més.
L'edat mediana era de 35 anys. Per cada 100 dones de 18 o més anys hi havia 98,5 homes.
La renda mediana per habitatge era de 35.000 $ i la renda mediana per família de 35.625 $. Els homes tenien una renda mediana de 27.500 $ mentre que les dones 21.042 $. La renda per capita de la població era de 26.047 $. Entorn del 4,1% de les famílies i el 5,2% de la població estaven per davall del llindar de pobresa.

## Poblacions més properes
El següent diagrama mostra les poblacions més properes.